# Cząstka relatywistyczna
Cząstka relatywistyczna  to cząstka poruszająca się z prędkością porównywalną do prędkością światła w próżni. Określenie to jest ściśle związane z układem odniesienia: cząstka relatywistyczna w jednym układzie może nie być cząstką relatywistyczną w drugim.

## Opis ruchu
Prędkość cząstki relatywistycznej nie jest wygodnym parametrem opisu jej ruchu, właściwsze jest posługiwanie się jej pędem, masą relatywistyczną, energią lub pospiesznością; wielkości te mogą zmieniać się o wiele rzędów wielkości, podczas gdy prędkość cząstki zmienia się nieznacznie i pozostaje "w przybliżeniu równa" prędkości światła w próżni.

## Czas życia
Jednym z efektów towarzyszących cząstkom relatywistycznym jest wydłużenie ich czasu życia związane z dylatacją czasu i kontrakcją długości. Niektóre cząstki (np. mion, taon) są nietrwałe i rozpadają się ze średnim czasem życia krótszym od kilku mikrosekund w swoim własnym układzie odniesienia. Tymczasem ich czas życia w układzie, w którym cząstki te poruszają się z prędkościami relatywistycznymi, może być wielokrotnie dłuższy. Umożliwia to zaobserwowanie tych cząstek w miejscach, do których nie miałyby szans dotrzeć bez wspomnianych efektów relatywistycznych.